# Bajartsogtyn Mönchdsajaa
Bajartsogtyn Mönchdsajaa (mongolisch Баярцогтын Мөнхзаяа, * 10. Oktober 1993 im Dornod-Aimag) ist eine mongolische Leichtathletin, die sich auf den Langstreckenlauf spezialisiert hat.

## Sportliche Laufbahn
Erste internationale Erfahrungen sammelte Bajartsogtyn Mönchdsajaa bei den Asienspielen 2014 im südkoreanischen Incheon, bei denen sie im 5000-Meter-Lauf auf Rang zwölf kam und über 10.000 Meter in 33:31,11 min Platz neun belegte. Im Jahr darauf erreichte sie bei den Crosslauf-Weltmeisterschaften 2015 in Guiyang Platz 53 und wurde bei der Sommer-Universiade in Gwangju Siebte im 10.000-Meter-Lauf sowie Sechste im Halbmarathon. Im Marathon qualifizierte sie sich für die Weltmeisterschaften in Peking, bei denen sie in 2:45:01 h auf Platz 35 einlief. 2016 siegte sie beim Ulaanbaatar-Marathon und nahm auch an den Olympischen Spielen in Rio de Janeiro teil und wurde dort 72. Nachdem sie 2017 beim Taipei Wan Jin Shi-Marathon und beim Gunsan-Marathon siegreich war, qualifizierte sie sich erneut für die Weltmeisterschaften in London, bei denen sie diesmal in 2:46:59 h Platz 58 erreichte.
2018 wurde sie beim Gunsang-Marathon Zweite und nahm Ende August erneut an den Asienspielen in Jakarta teil und wurde dort in 2:40:14 h Siebte. Im Jahr darauf siegte sie in 2:35:40 h beim Nanjing-Marathon und 2021 gelangte sie bei den Olympischen Sommerspielen nach 2:37:08 h auf Rang 45. Bei den Weltmeisterschaften 2022 in Eugene mit 2:46:09 h 30. Im Jahr darauf gewann sie bei den Asienmeisterschaften in Bangkok in 33:24,79 min die Bronzemedaille über 10.000 Meter hinter den Japanerinnen Haruka Kokai und Momoka Kawaguchi und über 5000 Meter belegte sie in 16:12,73 min den fünften Platz. 2024 wurde sie bei den Olympischen Sommerspielen in Paris in 2:33:27 h 48. im Marathon.
Bajartsogtyn Mönchdsajaa absolvierte ein Studium am Mongolian National Institute of Physical Education in Ulaanbaatar. Sie absolvierte ihren Wehrdienst bei der Mongolischen Armee. In den Jahren 2018 und 2019 wurde sie mongolische Meisterin im 10.000-Meter-Lauf sowie 2018 auch über 5000 m.

## Persönliche Bestleistungen
- 5000 Meter: 16:11,10 min, 2. Oktober 2014 in Incheon (mongolischer Rekord)
- 10.000 Meter: 33:24,79 min, 13. Juli 2023 in Bangkok
- Halbmarathon: 1:14:22 h, 16. April 2023 in Shanghai
- Marathon: 2:24:45 h, 17. März 2024 in Daegu (mongolischer Rekord)